# الیزابت برگنر
 الیزابت برگنر (انگلیسی: Elisabeth Bergner؛ ۲۲ اوت ۱۸۹۷ – ۱۲ مهٔ ۱۹۸۶) بازیگر اهل اتریش بود. از فیلم‌های او می‌توان به زندگی ربوده‌شده و شیفت شب اشاره کرد.